# La Amistad de Pérez Zeledón
La Amistad es un distrito del cantón de Pérez Zeledón, en la provincia de San José, de Costa Rica.

## Historia
La Amistad fue creado el 5 de diciembre de 2014 por medio de cuerdo Ejecutivo N° 67-2014-MGP. Segregado de distritos Platanares y Pejibaye.

## Geografía
La Amistad cuenta con un área de 76,29 km² y una altitud media de 780 m s. n. m.

## Demografía
Para el último censo efectuado, en el 2011, La Amistad no había sido creado por lo que no se tienen datos de su población.

## Localidades
- Cabecera: San Antonio
- Poblados: Corralillo, China Kicha, Montezuma, Oratorio, San Carlos, San Gabriel, San Roque, Santa Cecilia, Santa Luisa.

## Transporte

### Carreteras
Al distrito lo atraviesan las siguientes rutas nacionales de carretera:
- Ruta nacional 332